# بکوپاکا
بکوپاکا (به لاتین: Bekopaka) یک منطقهٔ مسکونی در ماداگاسکار است که در آنتسالوا (بخش) واقع شده‌است.
 بکوپاکا  ۹٬۰۰۰ نفر جمعیت دارد و ۳۳۴ متر بالاتر از سطح دریا واقع شده‌است.